# Cattedrale di San Bavone (Gand)
La cattedrale di San Bavone (in olandese Sint-Baafskathedraal) è l'edificio religioso principale della città belga di Gand, nella regione delle Fiandre. Rappresenta uno dei migliori esempi dell'architettura gotica secondo l'interpretazione del locale stile gotico brabantino.

## Storia e descrizione

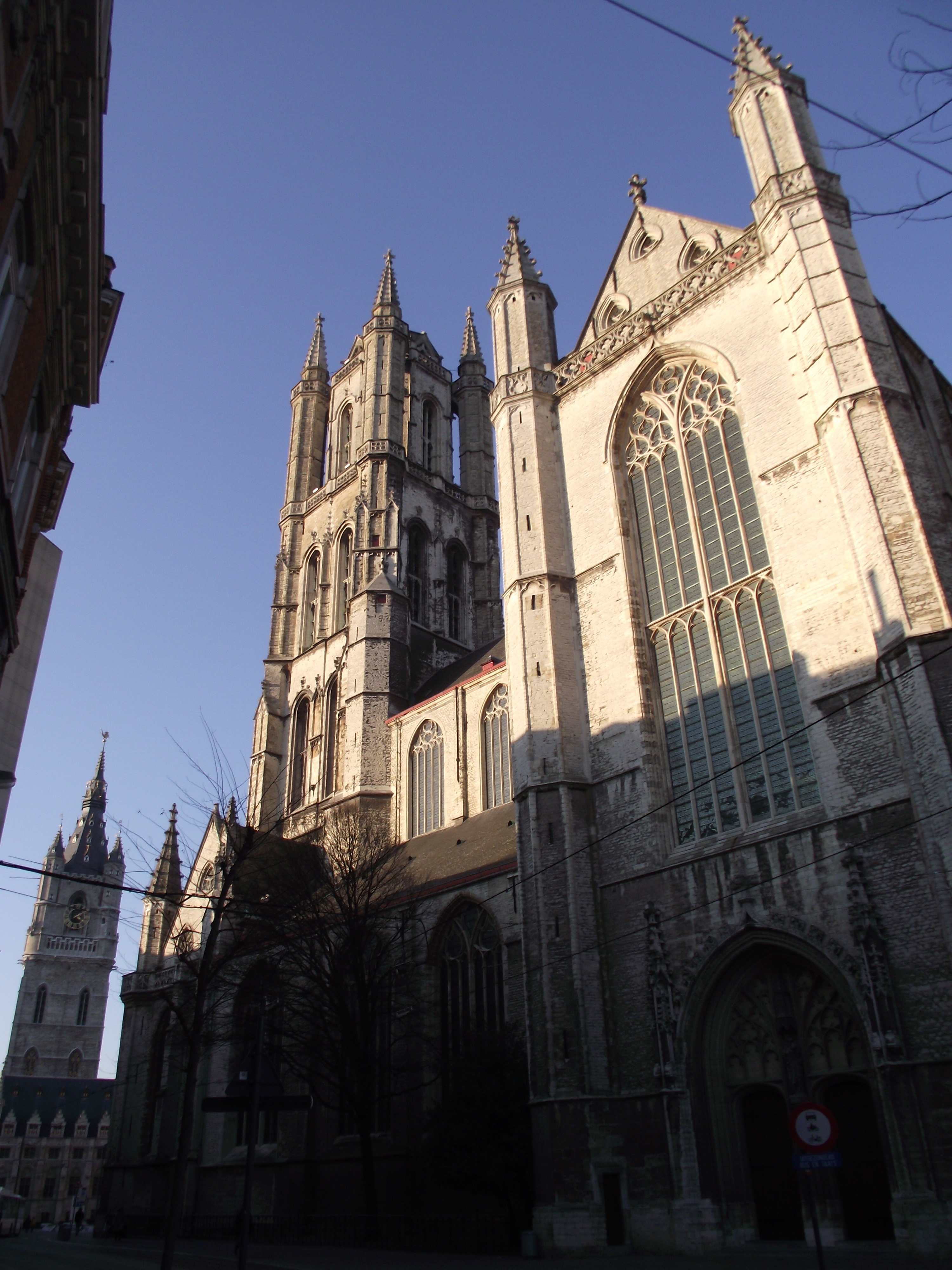
Veduta dell'esterno.

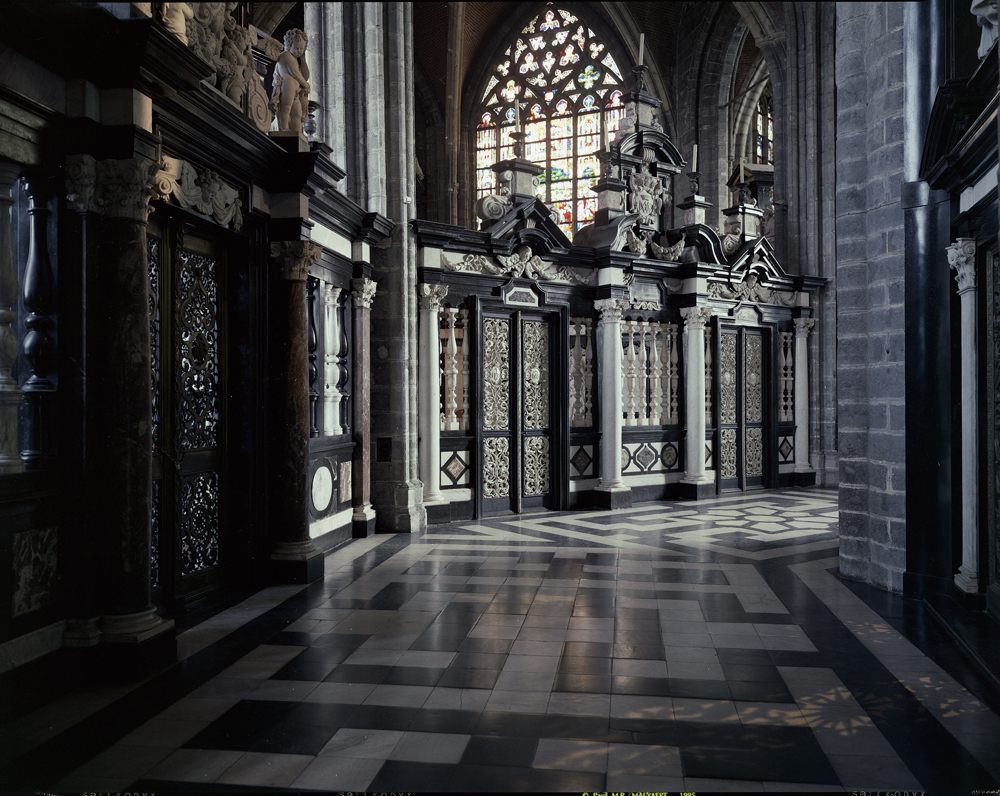
Il deambulatorio con i recinti marmorei delle cappelle radiali.

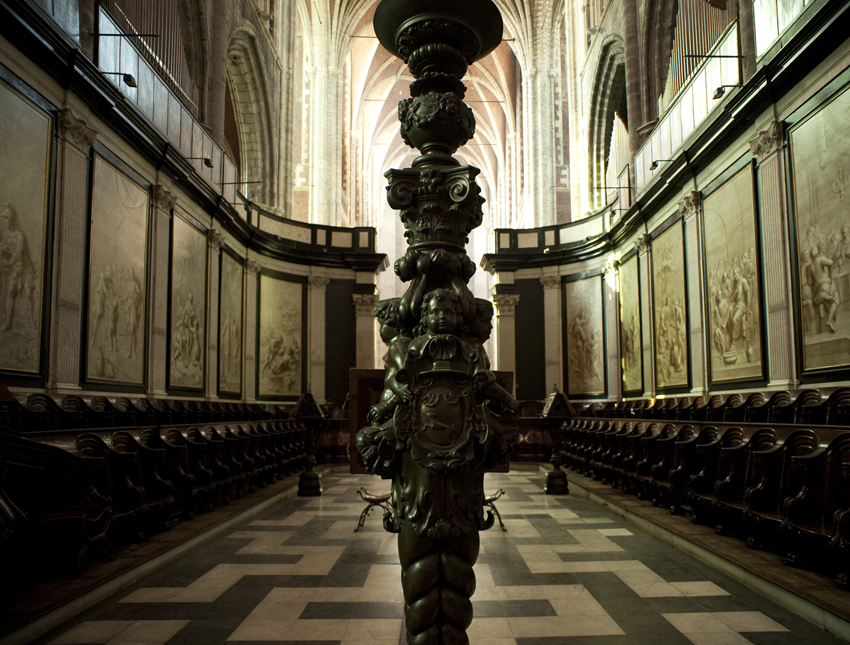
Il recinto del coro a grisaille di van Reyschoot e uno dei candelabri di Benedetto da Rovezzano.

Una prima cappella, in legno, dedicata a san Giovanni Battista venne consacrata in questo luogo nel 942 da Transmarus, vescovo di Tournai e Noyon. In seguito si iniziò la costruzione di una chiesa romanica, terminata nel 1038, della quale rimangono oggi delle tracce nella cripta. Infatti nel 1228 si cominciò la costruzione di un nuovo, più grande edificio gotico, l'odierno, ancora dedicato al Battista. Il cantiere iniziò a partire dal coro in stile gotico francese, che entro un secolo venne portato a compimento, contornato da cappelle radiali. Solo nel 1462 si riaprì il cantiere. I lavori re-iniziarono con l'elevazione della torre-portico sulla facciata, elemento caratteristico dello stile gotico brabantino, ad opera dell'architetto Jan Stassin. Completata nel 1534 venne dotata di una flèche nel 1543. Tra il 1533 e il 1559 vennero costruiti l'alto transetto e il piedicroce con l'ossatura in pietra bianca e le pareti in laterizi che conferiscono un particolare effetto cromatico all'interno. Nonostante fosse già prevista dal progetto originale, la copertura a volte venne realizzata soltanto nel 1628.
Nel 1536, Carlo V, nato a Gand e battezzato in questa chiesa, sciolse l'importante Abbazia di San Bavone, sorta in epoca merovingia sulle sponde della Leie, a nord-est della città. Infatti in quel periodo l'imperatore aveva imposto una pesante "tassa di guerra" ai cittadini di Gand, che subito si ribellarono. In seguito a quest'evento Carlo V decise di sopprimere l'abbazia per trasformarla in cittadella a controllo della città.
Nel 1539 l'edificio, fin ad allora denominato "chiesa di San Giovanni Battista", venne elevato a collegiata con l'installazione del Capitolo dei monaci espulsi dall'abbazia e infine dedicato a san Bavone. Nel 1559, con la riorganizzazione ecclesiastica dei Paesi Bassi spagnoli, Gand venne elevata a diocesi, e la collegiata ne divenne la cattedrale con la denominazione di "cattedrale San Bavone".
Nel 1566 l'Iconoclastia protestante, scoppiata nelle Fiandre, distrusse le preziose vetrate offerte da Carlo V, Maria d'Ungheria e Filippo II di Spagna. Due incendi successivi, uno nel 1628 e un altro nel 1640, distrussero una parte dell'edificio e anche la flèche sulla torre-portico, quest'ultima non venne più ricostruita e il campanile restò dell'altezza di 90 metri.

## Descrizione
La cattedrale si presenta come una grande massa di pietra bianca da cui svettano guglie e l'alta torre-portico della facciata. Il profondo coro è circondato dalle cappelle radiali, che risultano ricavate tra i contrafforti del deambulatorio e coronate dai tipici frontoni triangolari nelle parti laterale, per divenire aggettanti e poligonali intorno alla parte absidale. Il transetto presenta due grandi facciate alle estremità nord e sud, aperte da una grande polifora gotica e coronate da frontone triangolare fra due guglie laterali. Il breve piedicroce è dotato di una serie di cappelle laterali per lato.
L'interno, maestoso e luminoso, presenta un piedicroce diviso in tre navate da pilastri a fascio, senza capitelli, che si aprono direttamente sulle volte, e finto triforio, secondo i canoni più tipici dello stile gotico brabantino. Il coro, d'influsso francese, è circondato da un deambulatorio a profonde cappelle radiali chiuse da complicati recinti marmorei e ricche di opere d'arte. L'accostamento dei diversi materiali impiegati nella costruzione, come la pietra bianca per l'ossatura strutturale e i mattoni rossi per le pareti e le volte, insieme alle vetrate da cui filtra una luce colorata, crea nell'insieme un particolare effetto cromatico. Il presbiterio è diviso dal deambulatorio da un recinto marmoreo seicentesco dal caratteristico bicromismo bianco-nero. Vi sono custodite numerosi mausolei di vescovi di cittadini sepolti nella cripta sottostante, fra i quali emergono quelli del vescovo Antoon Triest, capolavoro del 1654 di Jérôme Duquesnoy il Giovane, e del vescovo Attamont, rappresentato a colloquio con uno scheletro, di Jean Del Cour, 1667-70.

## Opere d'arte

### Opere pittoriche
- Polittico dell'Agnello Mistico. Opera magistrale della cattedrale, considerata una delle più alte di tutta la pittura fiamminga e una delle Sette meraviglie del Belgio. È il capolavoro dei fratelli Hubert e Jan van Eyck. Il polittico, composto da 20 pannelli di legno di quercia, venne ultimato nel 1432 e, sebbene più volte smontato, rimontato e trasferito, si trova ancora oggi nella chiesa per cui fu dipinto.
- San Bavone, celebre opera dipinta nel 1623-24 da Rubens.
- Trittico del Calvario, dipinto da Giusto di Gand nel 1465.
- Polittico di Gesù fra i Dottori, dipinto da Frans Pourbus il Vecchio nel 1571.
- Decollazione del Battista, dipinta da Gaspar de Crayer nel 1658.
- Trittico delle Sette opere di Misericordia, di Michiel van Coxcie.
- La regina di Saba visita il re Salomone, di Lucas de Heere, 1559.

### Arredi

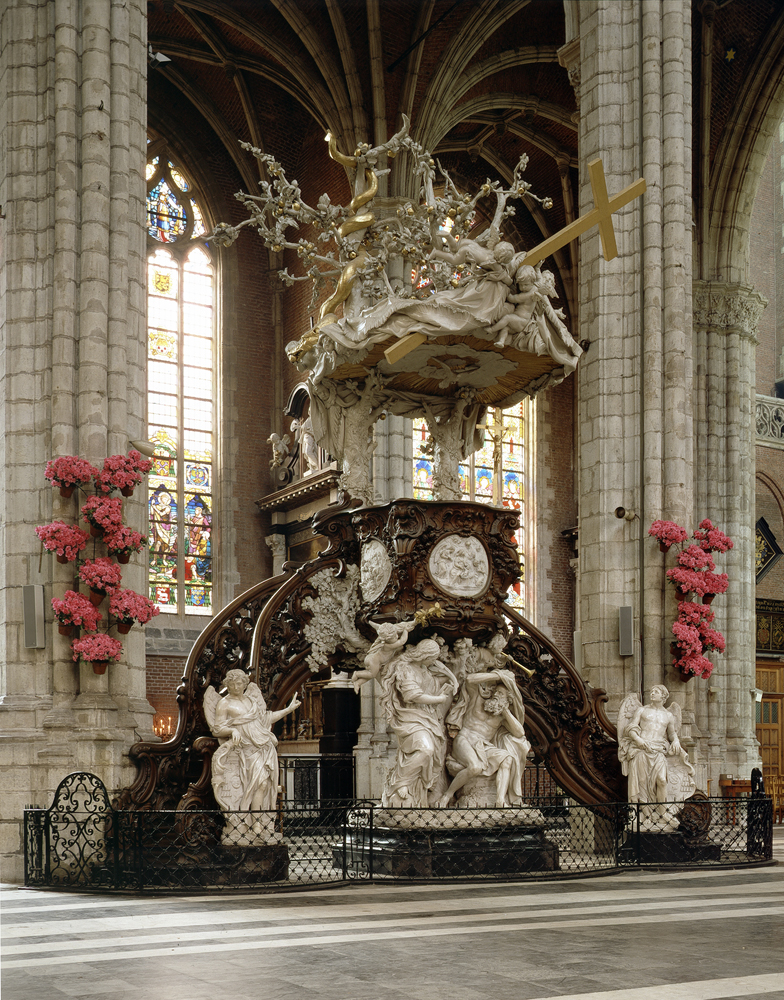
Il pulpito barocco di Laurent Delvaux, 1741-45.

- Il pulpito barocco, è l'elemento più vistoso del prezioso mobilio della cattedrale. Venne realizzato da Laurent Delvaux fra il 1741 e il 1745 in legno di rovere e marmo bianco. Costituisce uno dei più begli esempi del genere.
- Stalli del coro eseguiti a grisaille da van Reysschoot nel 1774.
- Candelabri dell'altare maggiore, splendide opere eseguite nel 1525 da Benedetto da Rovezzano per Enrico VIII d'Inghilterra.

#### Organo a canne
L'organo della cattedrale è costituito da cinque manuali più pedaliera ma è diviso in due parti distinte. La prima (Kruisbeukorgel), collocata nel transetto, risponde ai primi due manuali e alla pedaliera; fu costruita tra il 1653 e il 1655 da Louis Bys e Pierre Destrée di Lilla dopo essere stata commissionata dal vescovo Antonius Triest. Essa possiede 48 registri e fu rinnovata da Lambertus Benoit Van Peteghem di Gand nel 1767. La seconda parte (Koororgel), invece, più moderna, si trova sopra il coro. Costruito per l'Esposizione universale di Bruxelles del 1935, fu acquistato da mons. Coppieters. I suoi 90 registri, che rispondono ai manuali III, IV e V assieme ai 48 dell'organo antico rendono l'organo di Gand il più grande dell'intero Benelux.

## Galleria d'immagini

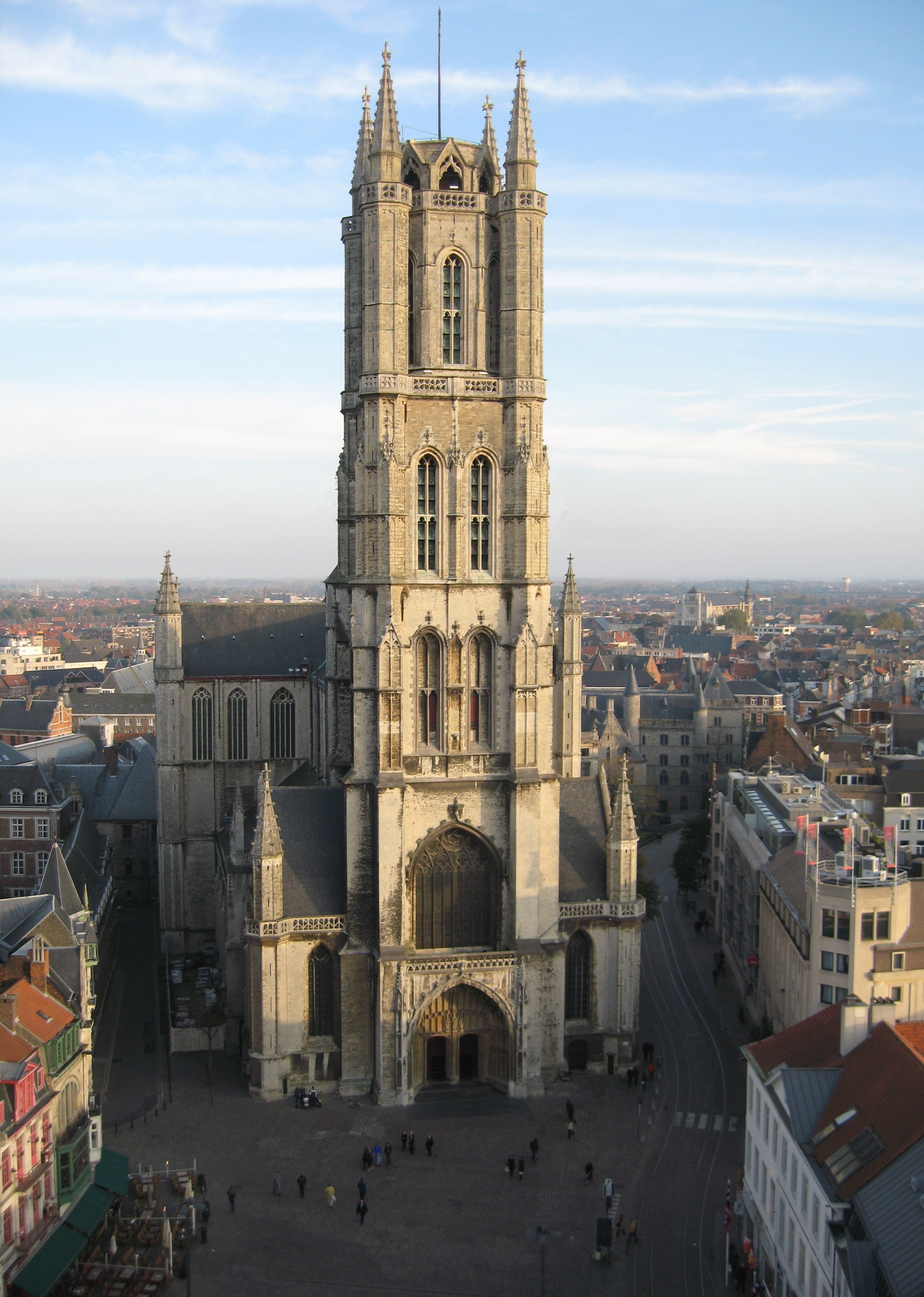
La facciata.
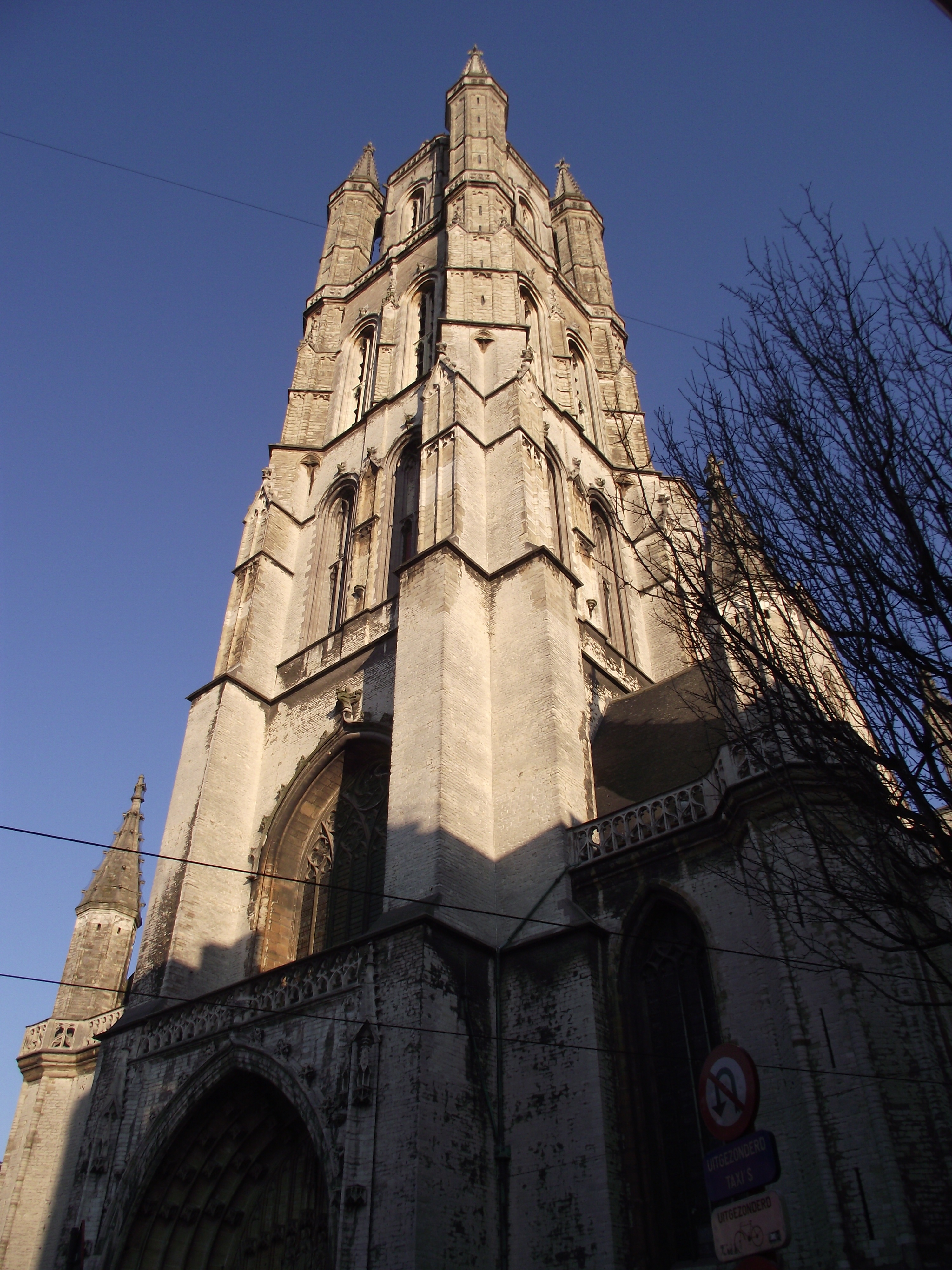
La torre-portico della facciata, di Jan Stassin.
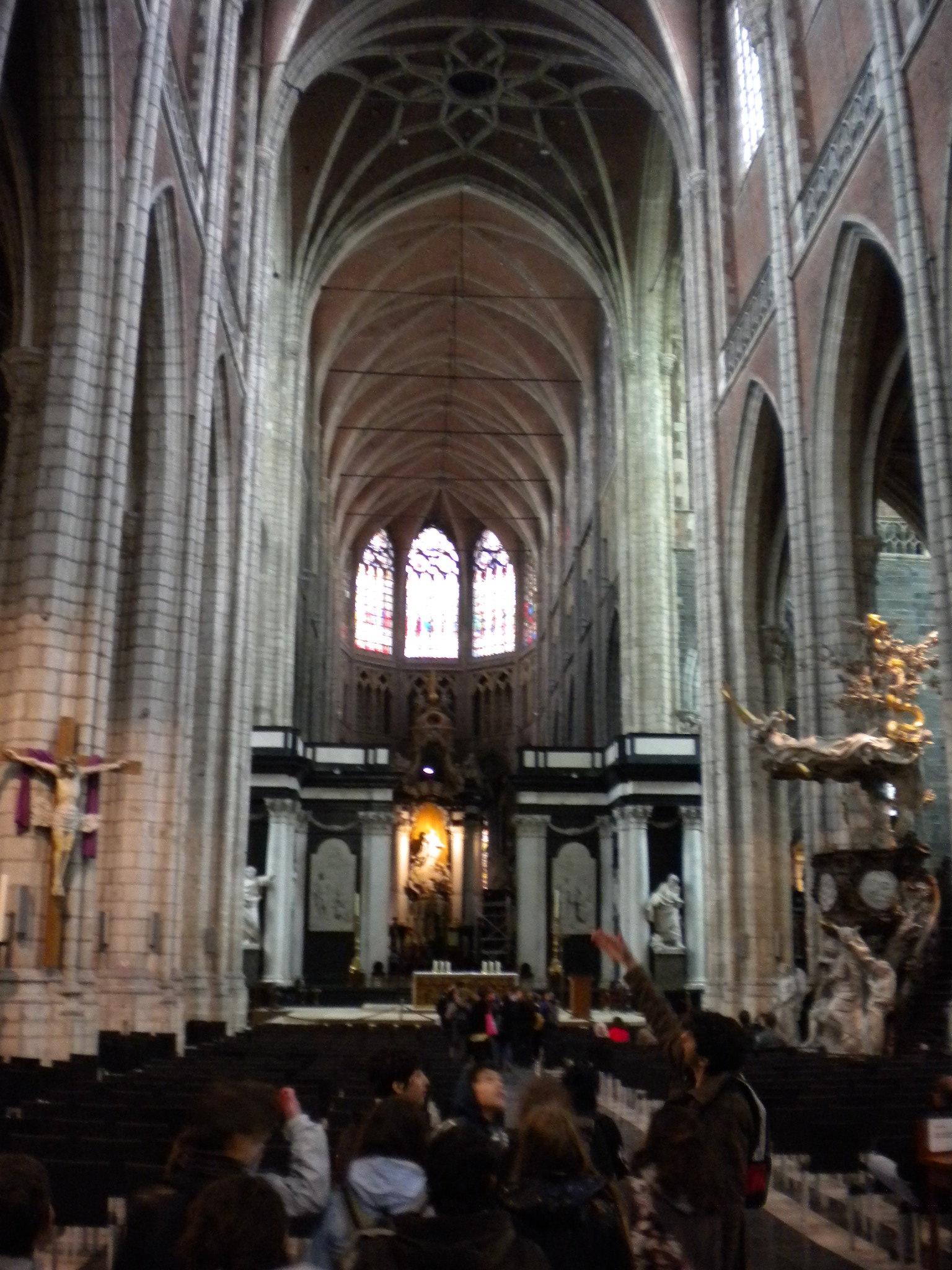
L'interno.
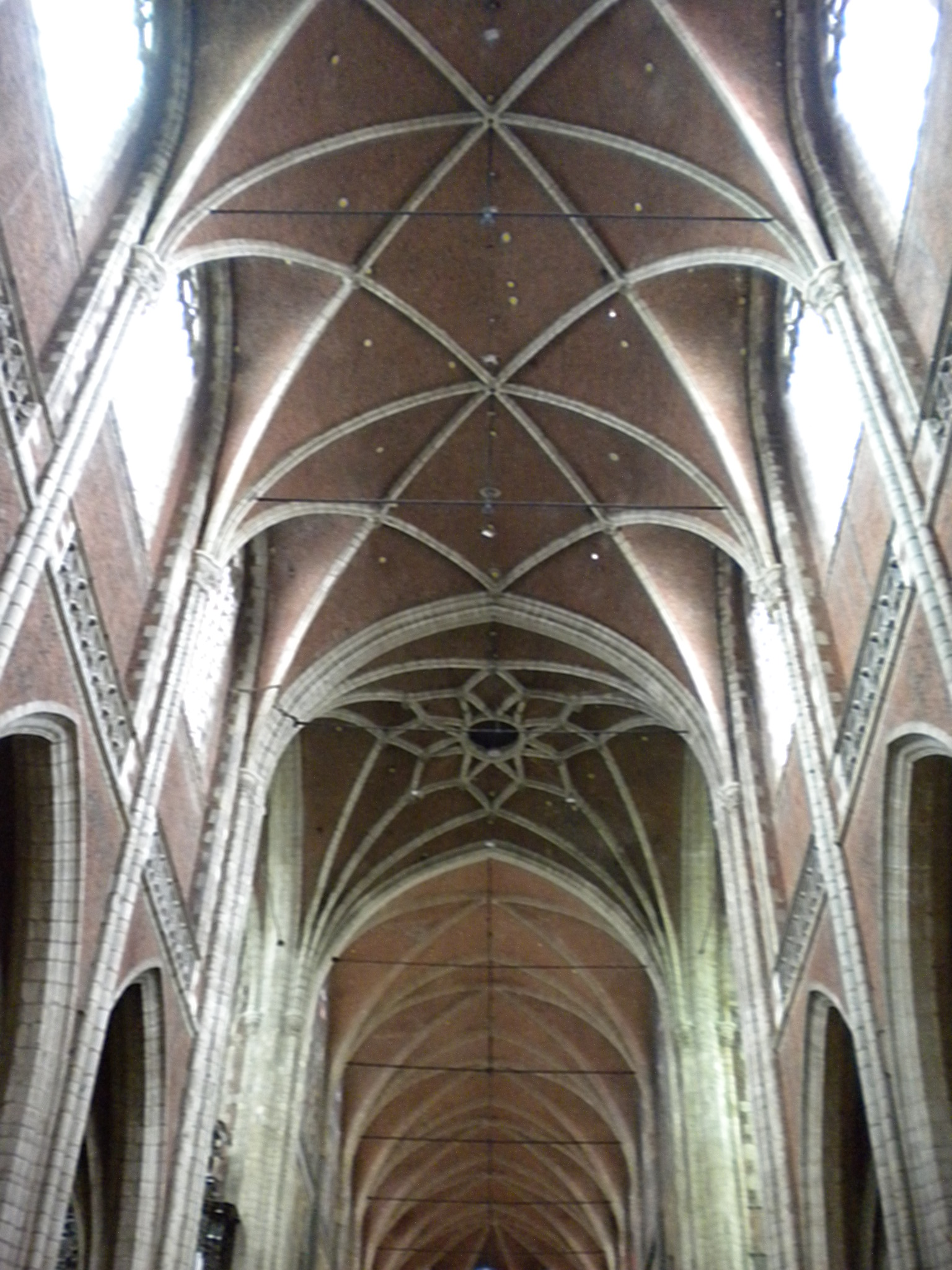
Le volte della navata centrale.
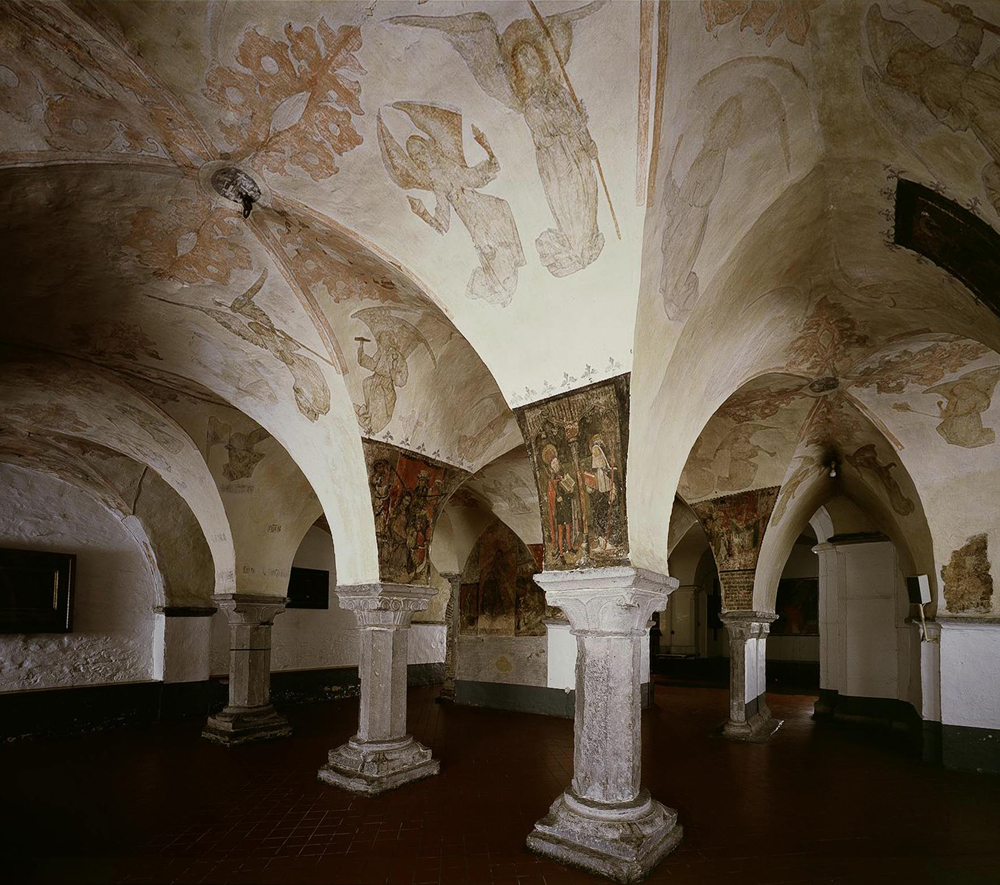
La cripta.
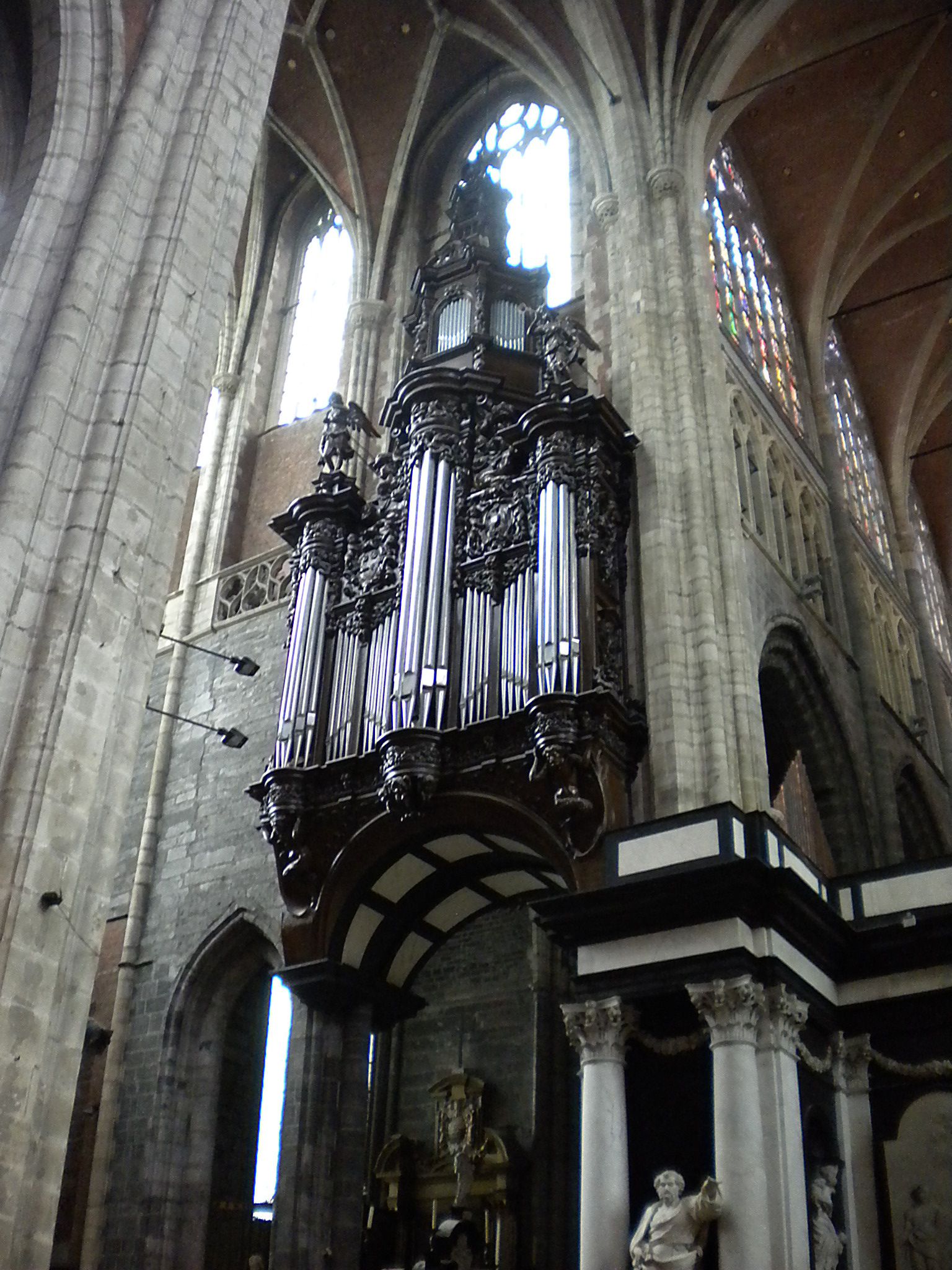
L'Organo barocco del 1625.
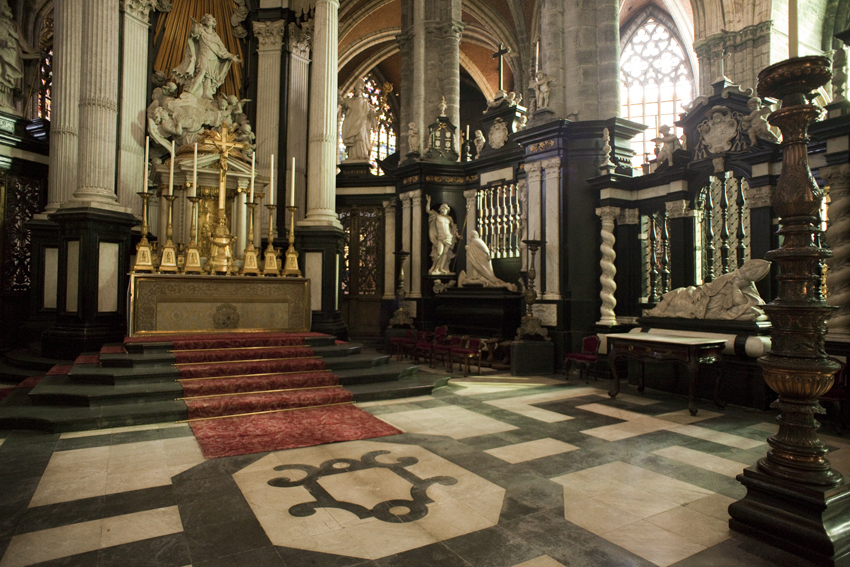
Il coro.
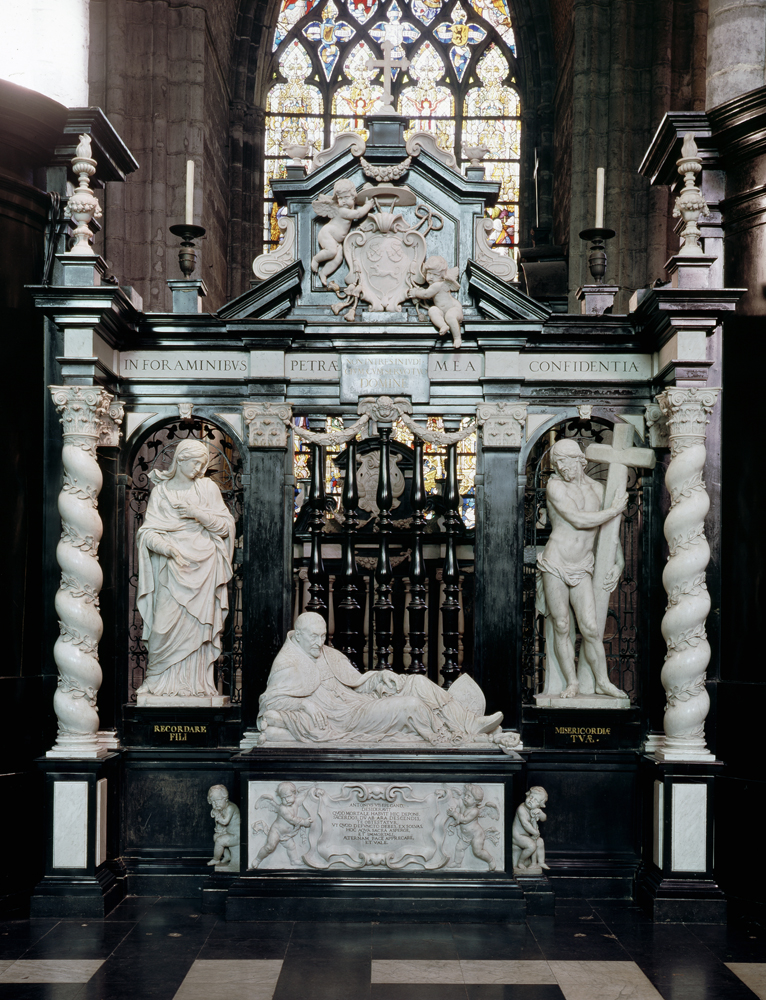
Mausoleo del Vescovo Antoon Tries, Jérôme Duquesnoy il Giovane, 1654.
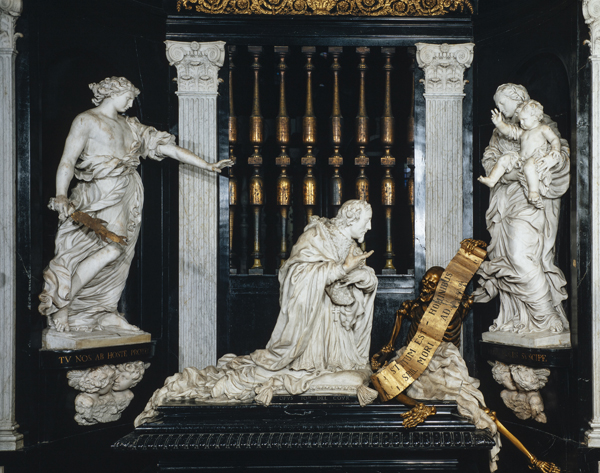
Mausoleo del vescovo Attamont, Jean Del Cour, 1667-70.
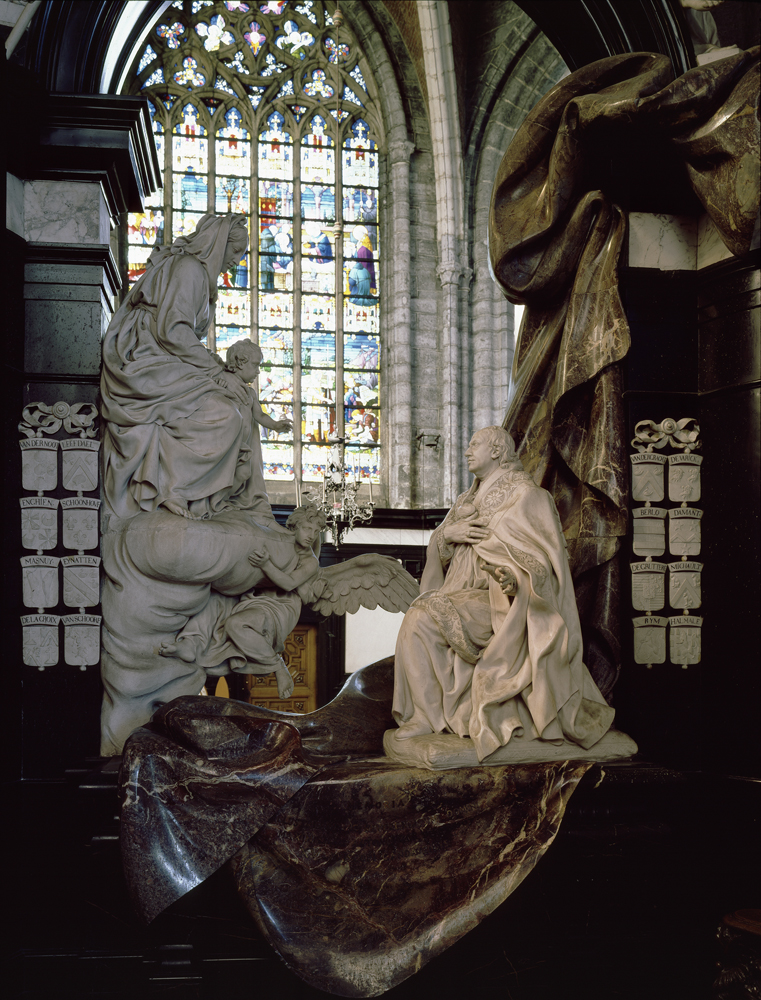
Mausoleo del vescovo Van der Noot, 1719-20.
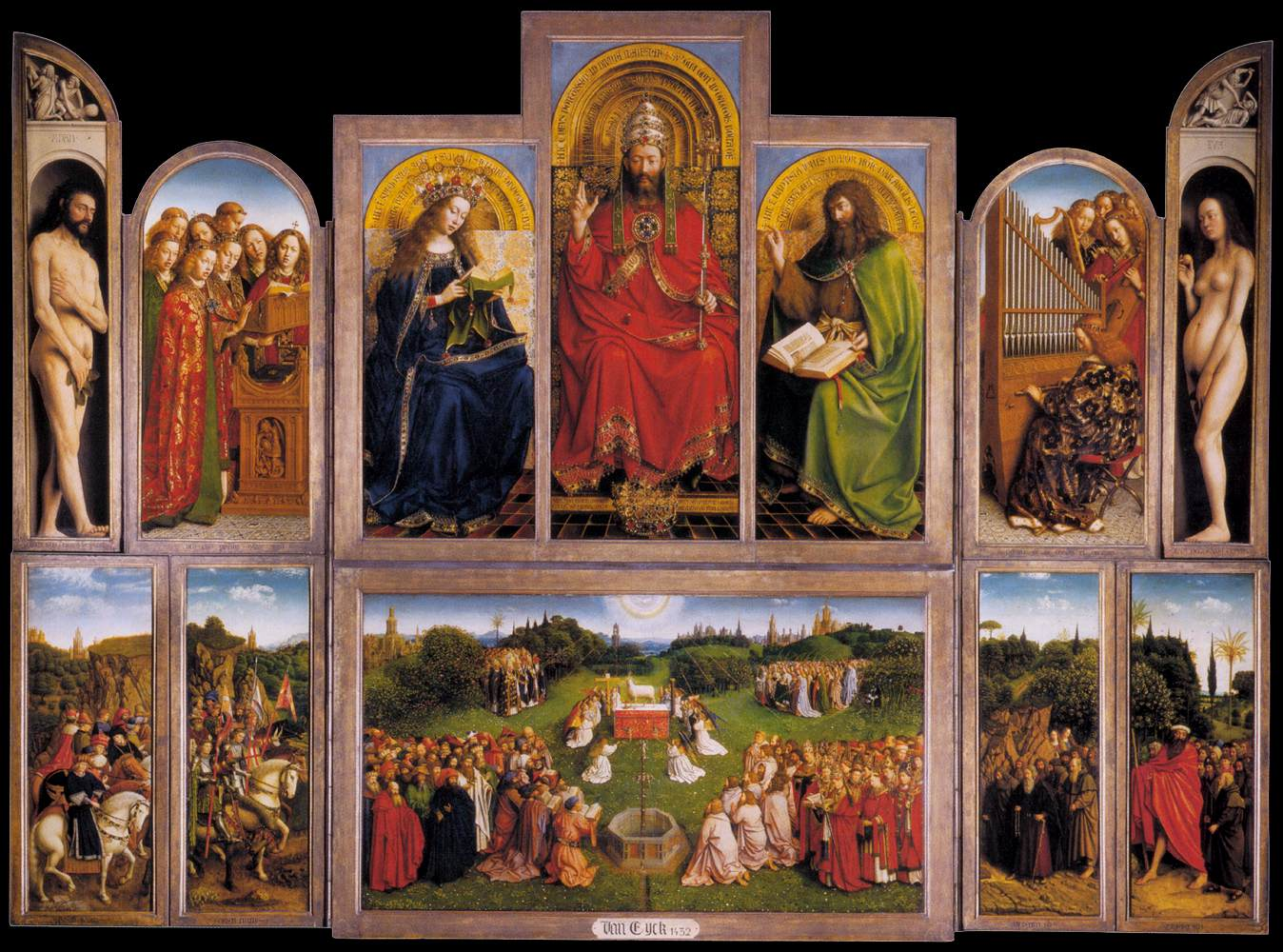
Il Polittico dell'Agnello Mistico, aperto.
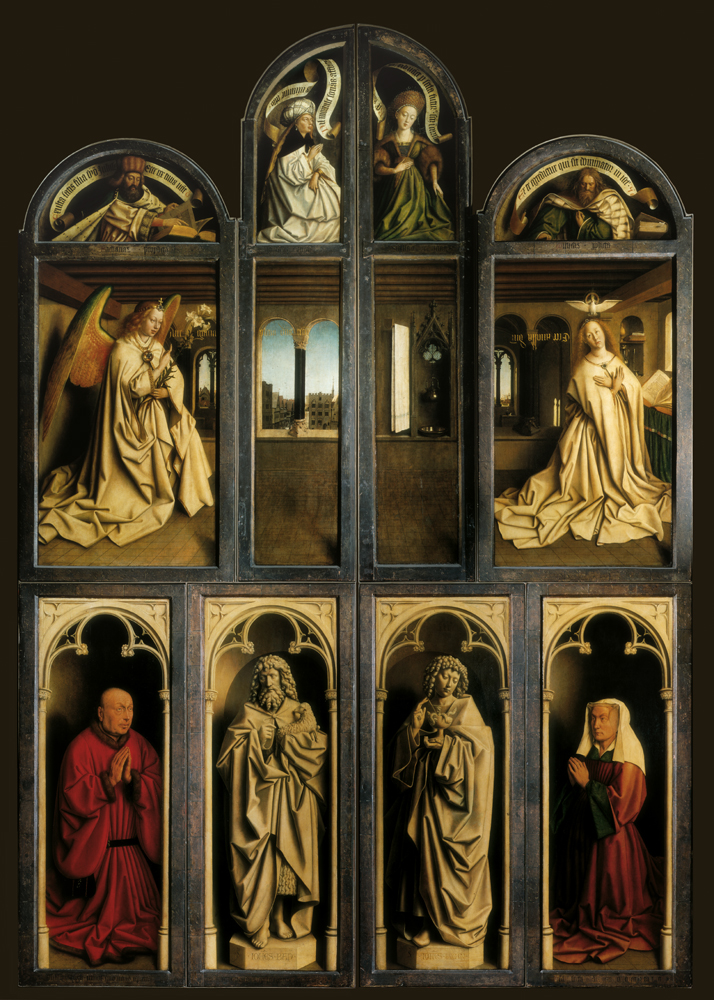
Il Polittico dell'Agnello Mistico, chiuso.
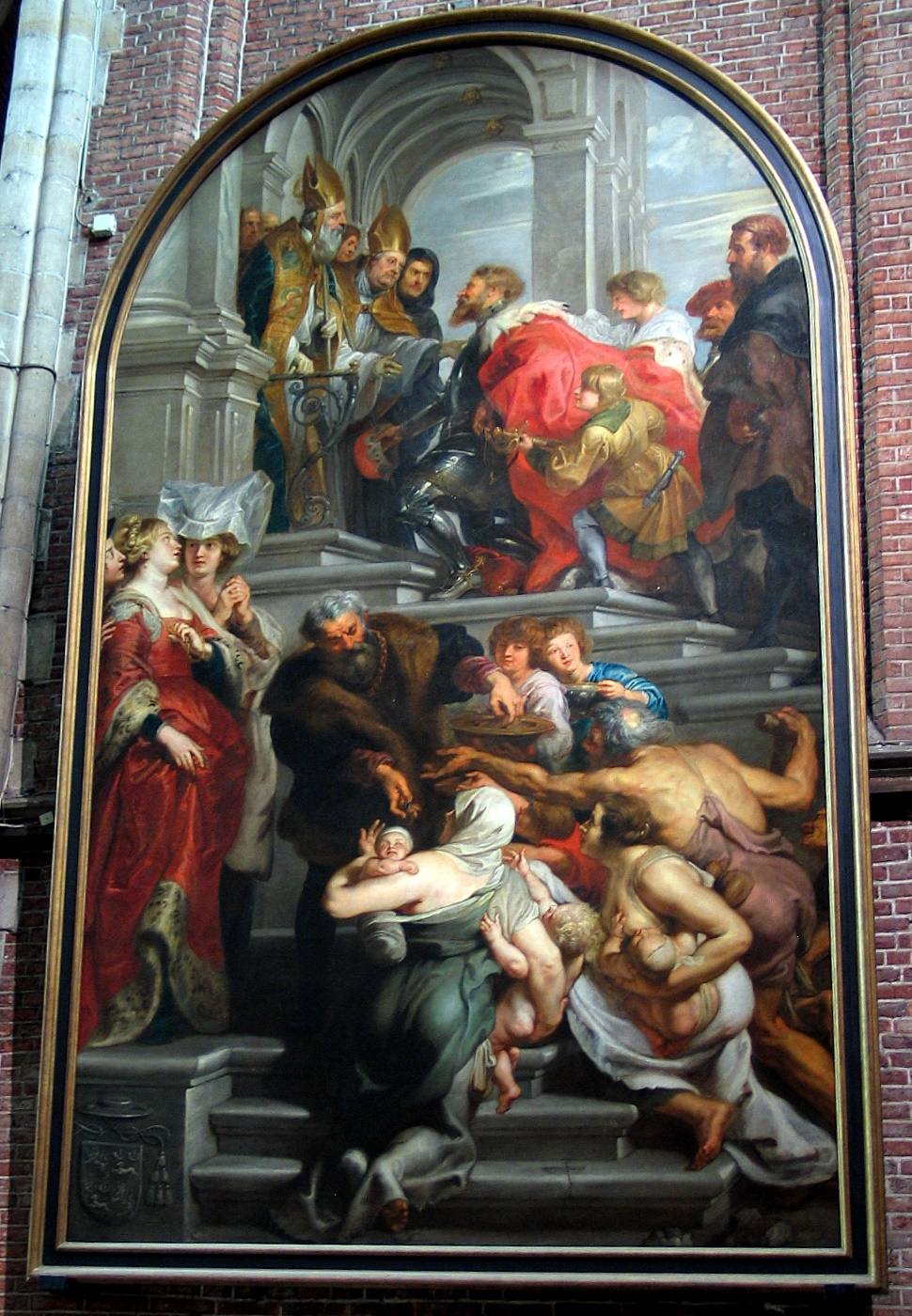
La Conversione di San Bavone di Rubens, 1624.
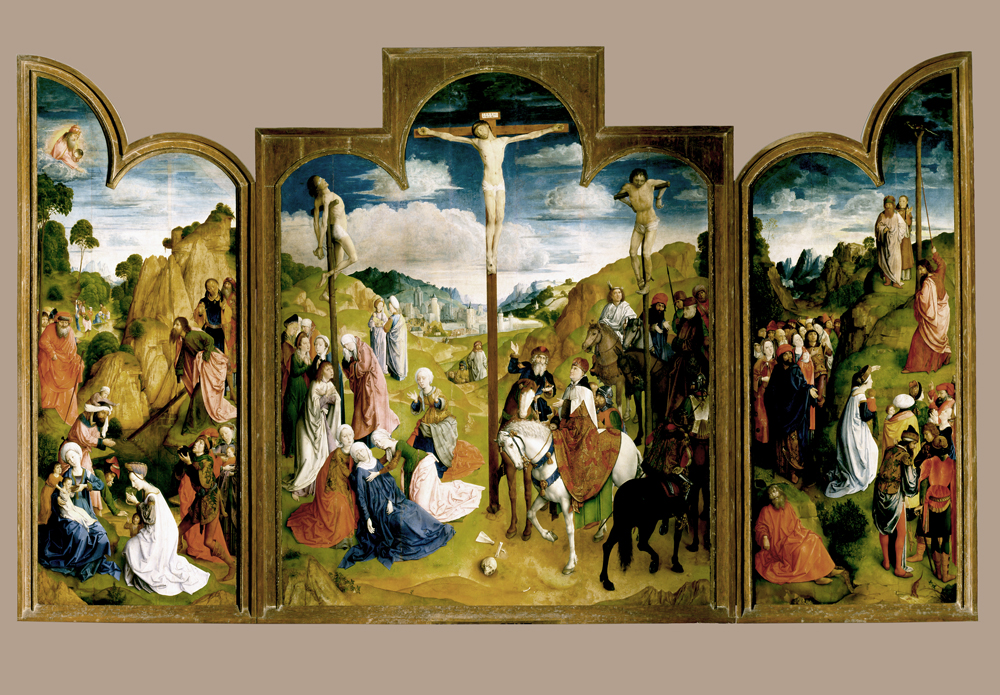
Il Trittico del Calvario, di Giusto di Gand, 1465.
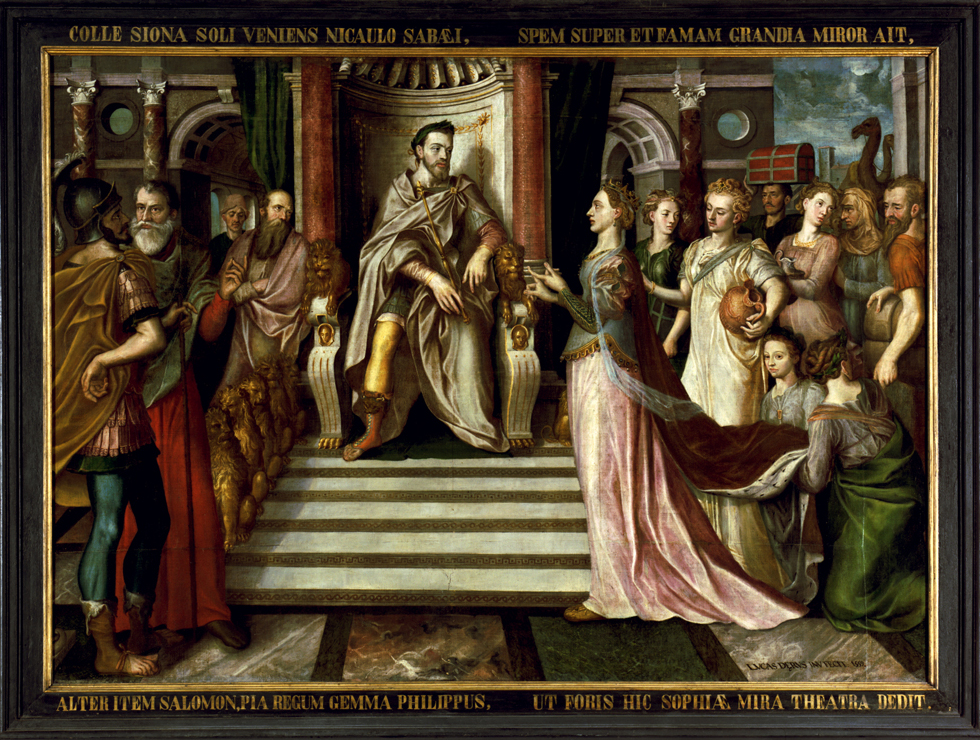
La regina di Saba visita il re Salomone, di Lucas de Heere, 1559.
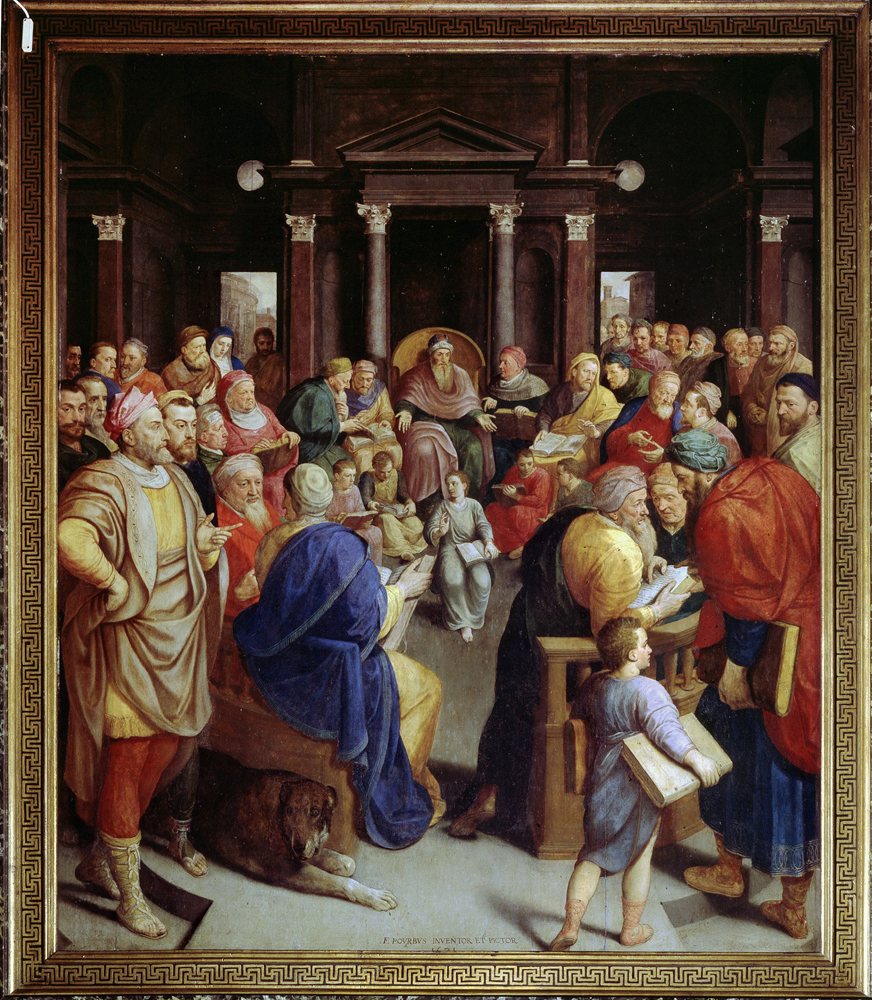
Trittico di Gesù fra i Dottori, Frans pourbus il Vecchio, 1571.